# George Fonder
George Fonder (* 22. Juni 1917 in Elmhurst, Pennsylvania; † 14. Juni 1958 in Hatfield, Pennsylvania) war ein US-amerikanischer Autorennfahrer.

## Karriere
Fonder war in den 1940er und 1950er Jahren einer der führenden Midget-Car-Fahrer. Vereinzelt startete er auch in der AAA-National-Serie, darunter drei Mal bei den 500 Meilen von Indianapolis. Bei seinem ersten Start 1949 fiel er nach 116 Runden mit Motorschaden aus, 1950 und 1951 schaffte er die Qualifikation nicht. 1952, erreichte er auf einem Sherman-Offenhauser mit einem Rückstand von drei Runden auf den Sieger Troy Ruttman Rang 15. Auch 1954 war Fonder ursprünglich nicht qualifiziert. Er übernahm jedoch nach 44 Runden den Schroeder-Offenhauser von Len Duncan und erlitt in Runde 101 einen Motorschaden. Im weiteren Verlauf des Rennens übernahm er nach 141 Runden den Kurtis Kraft-Offenhauser seines Teamkollegen Frank Armi bis zur Runde 161 – Fahrerwechsel waren damals erlaubt. Die beiden erreichten mit einem Rückstand von sieben Runden auf den Sieger Bill Vukovich Rang 19. Da das Rennen 1950–1960 mit zur Fahrerweltmeisterschaft zählte, stehen bei ihm auch zwei Grand-Prix-Starts zu Buche.
Fonder kam bei einem Midget-Car-Rennen 1958 ums Leben.

## Statistik

### Indy-500-Ergebnisse
| Jahr | Startnr. | Start | Qual (km/h) | Ergebnis | Runden | Führung | Ausfall                               |
| ---- | -------- | ----- | ----------- | -------- | ------ | ------- | ------------------------------------- |
| 1949 | 38       | 25    | 204,819     | 20       | 116    | 0       | Motor                                 |
| 1950 | 26       | DNQ   |             |          |        |         |                                       |
| 1951 | 29       | DNQ   |             |          |        |         |                                       |
| 1951 | 53       | DNQ   |             |          |        |         |                                       |
| 1951 | 63       | DNQ   |             |          |        |         |                                       |
| 1952 | 65       | 13    | 218,755     | 15       | 197    | 0       |                                       |
| 1953 | 76       | DNQ   |             |          |        |         |                                       |
| 1954 | 36       | DNQ   |             |          |        |         |                                       |
| 1954 | 33       |       |             | 312      | 58     | 0       | fuhr Duncans Wagen, Rd. 44-101; Motor |
| 1954 | 71       |       |             | 192      | 24     | 0       | fuhr Armis Wagen Rd. 141-164          |

| Legende  | Legende            | Legende                                                          |
| Farbe    | Abkürzung          | Bedeutung                                                        |
| -------- | ------------------ | ---------------------------------------------------------------- |
| Gold     | –                  | Sieg                                                             |
| Silber   | –                  | 2. Platz                                                         |
| Bronze   | –                  | 3. Platz                                                         |
| Grün     | –                  | Platzierung in den Punkten                                       |
| Blau     | –                  | Klassifiziert außerhalb der Punkteränge                          |
| Violett  | DNF                | Rennen nicht beendet (did not finish)                            |
| Violett  | NC                 | nicht klassifiziert (not classified)                             |
| Rot      | DNQ                | nicht qualifiziert (did not qualify)                             |
| Rot      | DNPQ               | in Vorqualifikation gescheitert (did not pre-qualify)            |
| Schwarz  | DSQ                | disqualifiziert (disqualified)                                   |
| Weiß     | DNS                | nicht am Start (did not start)                                   |
| Weiß     | WD                 | zurückgezogen (withdrawn)                                        |
| Hellblau | PO                 | nur am Training teilgenommen (practiced only)                    |
| Hellblau | TD                 | Freitags-Testfahrer (test driver)                                |
| ohne     | DNP                | nicht am Training teilgenommen (did not practice)                |
| ohne     | INJ                | verletzt oder krank (injured)                                    |
| ohne     | EX                 | ausgeschlossen (excluded)                                        |
| ohne     | DNA                | nicht erschienen (did not arrive)                                |
| ohne     | C                  | Rennen abgesagt (cancelled)                                      |
| ohne     | keine WM-Teilnahme |                                                                  |
| sonstige | P/fett             | Pole-Position                                                    |
| sonstige | 1/2/3/4/5/6/7/8    | Punktplatzierung im Sprint-/Qualifikationsrennen                 |
| sonstige | SR/kursiv          | Schnellste Rennrunde                                             |
| sonstige | *                  | nicht im Ziel, aufgrund der zurückgelegten Distanz aber gewertet |
| sonstige | ()                 | Streichresultate                                                 |
| sonstige | unterstrichen      | Führender in der Gesamtwertung                                   |